# Hovedpude
En hovedpude er en polstret pude som støtter hovedet eller andre dele af kroppen. Den bruges normalt mens du sover i en seng.